# Copa Sudamericana
A Copa Sudamericana (Copa Total Sudamericana-ként is ismert) (portugálul: Copa Sul-Americana) egy nemzetközi labdarúgó kupasorozat, amelyet évente rendeznek a CONMEBOL klubjainak, és 2005 óta a CONCACAF-nak is. Dél-Amerika második számú labdarúgó rendezvénye (az első a Copa Libertadores), az Európa Ligával hasonlítható össze, azzal a kivétellel, hogy néhány csapat játszik ezen a tornán és a Copa Libertadoresen is, ennélfogva mindkét
torna szintje szorosan kapcsolódik egymáshoz.
A Copa Sudamericana váltotta a megszűnt Copa CONMEBOL sorozatot és a győztes a Copa Libertadores bajnokával mérkőzik a Recopa Sudamericanaért.

## Története
A CONMEBOL a megszűnt Copa CONMEBOL, Copa Merconorte és Copa Mercosur után, egy a CONCACAF labdarúgó csapatait is felvonultató egységes nemzetközi torna létrehozását tűzte ki célul, melyet Copa Pan-Americana néven működtettek volna, azonban a dél-amerikai klubok végül egyetlen versenyt hoztak létre.
2003-ban a japán autógyártó, a Nissan elkezdte támogatni a tornát, és a rendezvényt a 2010-es sorozat végéig hivatalosan Copa Nissan Sudamericana-nak hívták. 2011-től 2012-ig a szintén japán Bridgestone vette szárnyai alá a kupasorozatot, majd 2013-tól a francia olajvállalat, a Total szponzorálja. Az első tornán 2002-ben a brazil csapatok nem vettek részt, mert a CONMEBOL és a CBF több megbeszélést követően sem jutottak közös nevezőre.
2005-ben első alkalommal hívtak meg CONCACAF csapatot és a DC United a Major League Soccer-ből, a Club América, valamint az UNAM együttese Mexikóból elfogadta a meghívást a tornára.
2016-ban a brazil Chapecoense a CONMEBOL döntése értelmében lett győztes. A csapat a kolumbiai Atlético Nacional elleni döntő első mérkőzésére utazva tragikus kimenetelű repülőgép-balesetet szenvedtek, melynek 71 halálos áldozata volt, köztük a csapat 19 játékosa vesztette életét. A kolumbiai csapat hivatalosan is arra kérte a Dél-amerikai Labdarúgó-szövetséget (CONMEBOL), hogy adják a brazil csapatnak a kupát. A CONMEBOL játék nélkül a Chapecoensét hirdette ki a kupa győztesének 2016. december 5-én.

## Formátum
Minden nemzeti szövetség kijelölte a részt vevő csapatok számát, gyakran előre elhatározva a bajnokság erősségétől, és saját szempontok alapján. Ezek tartalmazzák a következőket: közvetlen meghívás; teljesítmény az első félévben; a legjobb csapatok, amelyek az előző szezonban nem kvalifikálták magukat a Copa Libertadoresbe; a rendezvényt megelőző kvalifikációs torna.
A tornán oda-visszavágós rendszerben játszanak (de 3 csapatos csoportokba is osztják a csapatokat, ahol minden csapat egy hazai és egy idegenbeli mérkőzést játszik). Az első körben a csapatok ugyanabból az országbeli csapat ellen játszanak.

## Bajnokok listája
| Év             |                               | Döntő                                                      | Döntő                   | Döntő |
| Év             | Győztes                       | Gólok                                                      | Döntős                  |       |
| -------------- | ----------------------------- | ---------------------------------------------------------- | ----------------------- | ----- |
| 2002 Részletek | San Lorenzo (ARG)             | 4 – 0 0 – 0 Összesítés: 4 – 0                              | Atlético Nacional (COL) |       |
| 2003 Részletek | Cienciano (PER)               | 3 – 3 1 – 0 Összesítés: 4 – 3                              | River Plate (ARG)       |       |
| 2004 Részletek | Boca Juniors (ARG)            | 0 – 1 2 – 0 Összesítés: 2 – 1                              | Bolívar (BOL)           |       |
| 2005 Részletek | Boca Juniors (ARG)            | 1 – 1 Összesítés: 2 – 2 (11-esekkel: 4 – 3)                | UNAM (MEX)              |       |
| 2006 Részletek | Pachuca (MEX)                 | 1 – 1 2 – 1 Összesítés: 3 – 2                              | Colo-Colo (CHI)         |       |
| 2007 Részletek | Arsenal (ARG)                 | 3 – 2 1 – 2 Összesítés: 4 – 4 (idegenben lőtt több góllal) | Club América (MEX)      |       |
| 2008 Részletek | Internacional (BRA)           | 1 – 0 1 – 1 Összesítés: 2 – 1                              | Estudiantes (ARG)       |       |
| 2009 Részletek | LDU Quito (ECU)               | 5 – 1 0 – 3 Összesítés: 5 – 4                              | Fluminense (BRA)        |       |
| 2010 Részletek | Independiente (ARG)           | 0 – 2 3 – 1 Összesítés: 3 – 2 (11-esekkel: 5 – 3)          | Goiás (BRA)             |       |
| 2011 Részletek | Universidad de Chile (CHI)    | 1 – 0 3 – 0 Összesítés: 4 – 0                              | LDU Quito (ECU)\|}      |       |
| 2012 Részletek | São Paulo (BRA)               | 0 – 0 2 – 0 Összesítés: 2 – 0                              | Tigre (ARG)             |       |
| 2013 Részletek | Lanús (ARG)                   | 1 – 1 2 – 0 Összesítés: 2 – 2 (11-esekkel: 4 – 3)          | Ponte Preta (BRA)       |       |
| 2014 Részletek | River Plate (ARG)             | 1 – 1 2 – 0 Összesítés: 3 – 2                              | Atlético Nacional (COL) |       |
| 2015 Részletek | Santa Fe (COL)                | 0 – 0 11-esekkel: 3 – 1                                    | Huracán (ARG)           |       |
| 2016 Részletek | Chapecoense (BRA)             | játék nélkül, a CONMEBOL döntése után                      | Atlético Nacional (COL) |       |
| 2017 Részletek | Independiente (ARG)           | 2 – 1 1 – 1 Összesítés: 3 – 2                              | Flamengo (BRA)          |       |
| 2018 Részletek | Athletico Paranaense (BRA)    | 1 – 1 11-esekkel: 4 – 2                                    | Atlético Junior (COL)   |       |
| 2019 Részletek | Independiente del Valle (ECU) | 3 – 1                                                      | Colón (ARG)             |       |
| 2020 Részletek | Defensa y Justicia (ARG)      | 3 – 0                                                      | Lanús (ARG)             |       |

## Győztes csapatok
| Klub                    | Győztes | Döntős | Győztes évek | Döntős évek |
| ----------------------- | ------- | ------ | ------------ | ----------- |
| Boca Juniors            | 2       | 0      | 2004, 2005   | —           |
| Independiente           | 2       | 0      | 2010, 2017   | —           |
| LDU Quito               | 1       | 1      | 2009         | 2011        |
| CA River Plate          | 1       | 1      | 2014         | 2003        |
| San Lorenzo             | 1       | 0      | 2002         | —           |
| Cienciano               | 1       | 0      | 2003         | —           |
| Pachuca                 | 1       | 0      | 2006         | —           |
| Arsenal                 | 1       | 0      | 2007         | —           |
| Internacional           | 1       | 0      | 2008         | —           |
| Universidad de Chile    | 1       | 0      | 2011         | —           |
| São Paulo               | 1       | 0      | 2012         | —           |
| Lanús                   | 1       | 1      | 2013         | 2020        |
| Santa Fe                | 1       | 0      | 2015         | —           |
| Chapecoense             | 1       | 0      | 2016         | —           |
| Athletico Paranaense    | 1       | 0      | 2018         | —           |
| Independiente del Valle | 1       | 0      | 2019         | —           |
| Defensa y Justicia      | 1       | 0      | 2020         | —           |
| Atlético Nacional       | 0       | 2      | —            | 2002, 2014  |
| Bolívar                 | 0       | 1      | —            | 2004        |
| UNAM                    | 0       | 1      | —            | 2005        |
| Colo-Colo               | 0       | 1      | —            | 2006        |
| América                 | 0       | 1      | —            | 2007        |
| Estudiantes             | 0       | 1      | —            | 2008        |
| Fluminense              | 0       | 1      | —            | 2009        |
| Goiás                   | 0       | 1      | —            | 2010        |
| Tigre                   | 0       | 1      | —            | 2012        |
| Ponte Preta             | 0       | 1      | —            | 2013        |
| Flamengo                | 0       | 1      | —            | 2017        |
| Atlético Junior         | 0       | 1      | —            | 2018        |
| Colón                   | 0       | 1      | —            | 2019        |

## Győzelmek országok szerint
| Ország    | Győztes | Döntős | Győztes klub | Döntős klub                                                       |
| --------- | ------- | ------ | --- | ----------------------------------------------------------------- |
| Argentína | 9       | 5      | Boca Juniors (2); Independiente (2); River Plate (1); San Lorenzo (1); Arsenal (1); Lanús (1); Defensa y Justicia (1) | River Plate (1); Estudiantes (1); Tigre (1); Colón (1); Lanús (1) |
| Brazília  | 4       | 4      | Internacional (1); São Paulo (1); Chapecoense (1); Athletico Paranaense (1)                                           | Fluminense (1); Goiás (1), Ponte Preta (1)                        |
| Ecuador   | 2       | 1      | LDU Quito (1); Independiente del Valle (1)                                                                            | LDU Quito (1)                                                     |
| Kolumbia  | 1       | 3      | Santa Fe (1) | Atlético Nacional (2), Atlético Junior (1)                        |
| Mexikó    | 1       | 2      | Pachuca (1) | UNAM (1); América (1)                                             |
| Chile     | 1       | 1      | Universidad de Chile (1)                                                                                              | Colo-Colo (1)                                                     |
| Peru      | 1       | 0      | Cienciano (1) | —                                                                 |
| Bolívia   | 0       | 1      | — | Bolívar (1)                                                       |

## Gólkirályok
| Év   | Játékos               | Nemzet    | Klub                                | Gól |
| ---- | --------------------- | --------- | ----------------------------------- | --- |
| 2002 | Rodrigo Astudillo     | Argentína | San Lorenzo                         | 4   |
| 2002 | Gonzalo Galindo       | BOL       | Bolívar                             | 4   |
| 2002 | Pierre Webó           | Kamerun   | Nacional                            | 4   |
| 2003 | Germán Carty          | Peru      | Cienciano                           | 6   |
| 2004 | Horacio Chiorazzo     | Argentína | Bolívar                             | 5   |
| 2005 | Bruno Marioni         | Argentína | UNAM                                | 7   |
| 2006 | Humberto Suazo        | Chile     | Colo-Colo                           | 10  |
| 2007 | Ricardo Ciciliano     | Kolumbia  | Millonarios                         | 6   |
| 2008 | Alex                  | Brazília  | Internacional                       | 5   |
| 2008 | Nilmar                | Brazília  | Internacional                       | 5   |
| 2009 | Claudio Bieler        | Argentína | LDU Quito                           | 8   |
| 2010 | Rafael Moura          | Brazília  | Goiás                               | 8   |
| 2011 | Eduardo Vargas        | Chile     | Universidad de Chile                | 11  |
| 2012 | Jonathan Fabbro       | Paraguay  | Cerro Porteño                       | 5   |
| 2012 | Carlos Núñez          | Uruguay   | Liverpool                           | 5   |
| 2012 | Fábio Renato          | Brazília  | LDU Loja                            | 5   |
| 2012 | Wason Rentería        | Kolumbia  | Millonarios                         | 5   |
| 2012 | Michael Ríos          | Chile     | Universidad Católica                | 5   |
| 2013 | Enner Valencia        | Ecuador   | Emelec                              | 5   |
| 2014 | Miler Bolaños         | Ecuador   | Emelec                              | 5   |
| 2014 | Andrés Vilches        | Chile     | Huachipato                          | 5   |
| 2015 | Ramón Ábila           | Argentína | Huracán                             | 5   |
| 2015 | Miller Bolaños        | Ecuador   | Emelec                              | 5   |
| 2015 | Wilson Morelo         | Kolumbia  | Santa Fe                            | 5   |
| 2015 | José Ariel Núñez      | Paraguay  | Olimpia Asunción                    | 5   |
| 2016 | Cecilio Domínguez     | Paraguay  | Cerro Porteño                       | 6   |
| 2016 | Miguel Borja          | Kolumbia  | Atlético Nacional                   | 6   |
| 2017 | Jhon Cifuente         | Ecuador   | CD Universidad Católica del Ecuador | 5   |
| 2017 | Felipe Vizeu          | Brazília  | Flamengo                            | 5   |
| 2017 | Luis Miguel Rodríguez | Argentína | Tucumán                             | 5   |
| 2018 | Nicolás Benedetti     | Kolumbia  | Deportivo Cali                      | 5   |
| 2018 | Pablo                 | Brazília  | Athletico Paranaense                | 5   |
| 2019 | Silvio Romero         | Argentína | Independiente                       | 5   |
| 2020 | Braian Romero         | Argentína | Defensa y Justicia                  | 10  |